# اشتقاق (زبان‌شناسی)

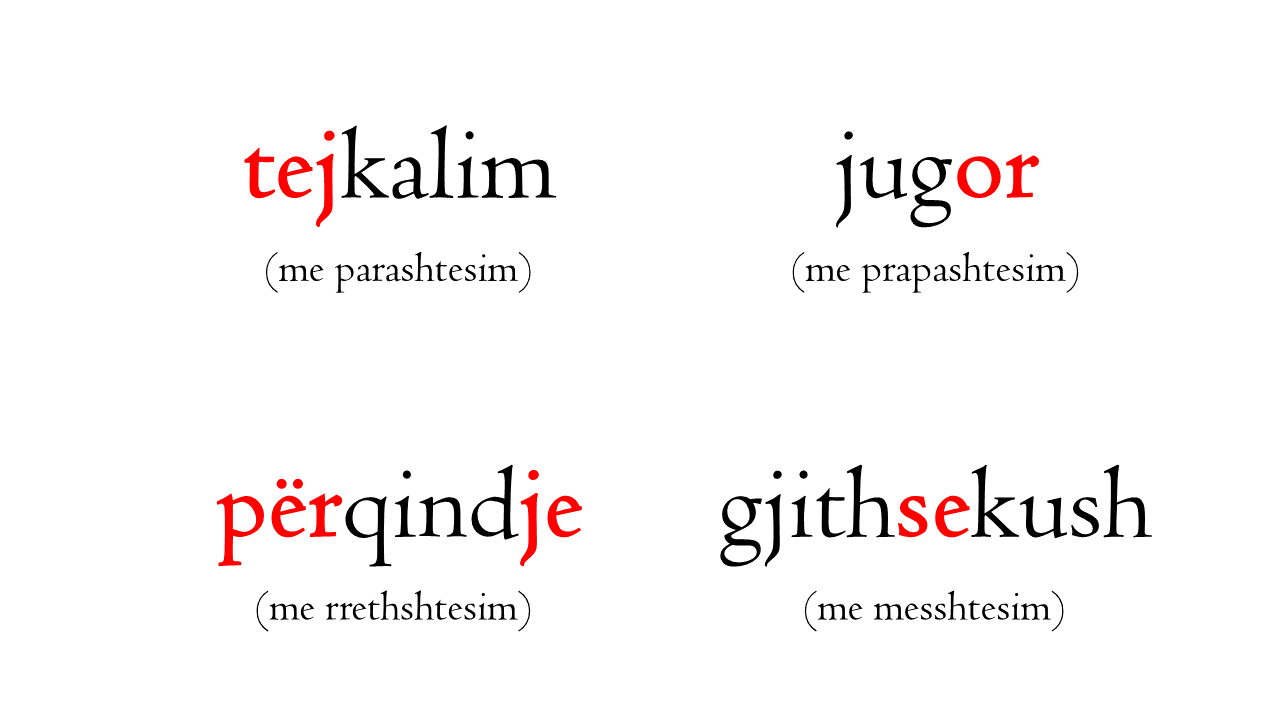
زبان شناسی

در زبان‌شناسی، اشتقاق یکی از روش‌های واژه‌سازی است، همان‌طور که شاد-ی و نا-خشنود از شاد و خشنود، یا تعیین از تعیین کردن ساخته شده‌است. یک تقابل با فرایند صرف معنی می‌شود که نوع دیگری از وند را به منظور ساختن نوع دیگر همان کلمه بکار می‌گیرد. همان‌طور که تعیین کردن / تعیین کردن سوم شخص / در حال تعیین کردن / معین .(۱)
یک وند اشتقاقی معمولاً مربوط به کلماتی از مقوله نحوی است و آن‌ها را به کلماتی از مقوله نحوی دیگری تغییر می‌دهد. برای مثال، پسوند اشتقاقی انگلیسی ly صفت را به قید تبدیل می‌کند. (آهسته = به آهستگی).
مثال‌هایی از الگوهای اشتقاقی انگلیسی و پسوندهای آنان:
- صفت به اسم: ness – (آهسته = آهستگی)
- صفت به فعل: ise – (امروزی = امروزی کردن) در انگلیسی بریتانیا یا ize – (قدیمی = قدیمی‌کردن) در انگلیسی آمریکا و هجی آکسفورد
- صفت به صفت: ish – (قرمز = مایل به قرمز)
- صفت به قید: ly - (آگاه = آگاهانه)
- اسم به صفت: al – (پوش = پوشال)
- اسم به فعل: fy – (دزد = دزدیدن)
- فعل به صفت: able – (نوشیدن = نوشیدنی)
- فعل به اسم (عام): ance – (تحویل دادن = رهایی)
- فعل به اسم (اسم ذات): er – (نوشتن = نویسنده)

اگرچه وندهای اشتقاقی لزوماً مقوله نحوی را توصیف نمی‌کنند، اما معنای پایه را توصیف می‌کنند. در بیشتر موارد، وندهای اشتقاقی هم مقوله نحوی و هم معنا را تغییر می‌دهند: امروزی = امروزی کردن ("نوین کردن"). گاهی تعدیل معنا قابل پیش‌بینی است. صفت + ness = حالت صفت بودن؛ (سفید = سفیدی).
یک پیشوند (نوشتن = بازنوشتن؛ کاستن = فروکاستن) به ندرت مقوله نحوی در انگلیسی را تغییر می‌دهد. پیشوند اشتقاقی -un به صفت (سالم = ناسالم)، به بعضی افعال (انجام دادن = بی‌اثر کردن) متصل می‌شود اما به ندرت به اسم‌ها متصل می‌شود. پیشوندهای -en و -be استثناهای کمی هستند. – en (- em قبل از آوای لبی) معمولاً به عنوان یک نشانه گذرا در افعال بکار می‌روند، اما همچنین می‌توانند به صفات و اسم‌ها متصل شوند تا افعال گذرا بسازند: دور زدن (فعل) = حلقه زدن (فعل)؛ اما ثروتمند (صفت) = ثروتمند کردن (فعل)، بزرگ (صفت) = بزرگ کردن (فعل)، وجد (اسم) = به وجد آوردن (فعل)، برده (اسم) = بنده کردن (فعل).
لیست کاملی از الگوهای اشتقاقی در زبان فارسی و پیشوندها و پسوندها همانند
(پیشوندی)
- ابر+اسم ←اسم: ابرقدرت، ابرجنایتکار، ابرکامپیوتر
- بر+ بن ماضی←اسم: برداشت، برخورد
- ن+بن مضارع←صفت: نخور، ندار
- بر+ بن مضارع ←اسم: برچسب، برانداز

(پسوندی)
- ار+اسم←اسم:دستار، زنگار
- ار+بن ماضی←صفت:گرفتار
- آسا+اسم←صفت:پلنگ آسا، برق آسا
- آسا+ضمیر←صفت:هم آسا
- اک+بن مضارع←اسم:سوزاک، پوشاک
- آگین+اسم←صفت:زهرآگین، عطرآگین

در مطالعه ارائه شده توسط قاسمی زاده و رحیمی جمع‌آوری شده‌است.
اشتقاق می‌تواند بدون هیچ تغییری در شکل اتفاق بیفتد. برای مثال تلفن (اسم) و تلفن کردن. این به عنوان تغییر یا اشتقاق صفر شناخته شده‌است. بعضی از زبان شناسان تصور می‌کنند که وقتی مقوله نحوی یک کلمه بدون هیچ تغییری در شکل عوض شده‌است، یک تکواژ پوچ اضافه شده‌است.